# St. Agnes (Detroit)
St. Agnes ist ein entwidmetes, römisch-katholisches Kirchengebäude in Detroit, Michigan.

## Geschichte
Bischof John S. Fole erwarb 1910 das Land in S. LaSalle Gardens. Er setzte hier offensichtlich auf eine Erweiterung der Stadt. Der Kirchenbau begann im September 1922; die Eröffnung erfolgte im November 1923. Mutter Theresa (1910–1997) entsandte 1969 drei Nonnen zu dieser Kirche, um hier nach den Armen, Einsamen, Unerwünschten und Verstossenen zu suchen und sie zurück zu Jesus zu bringen. Die Kirche wurde im Juni 2006 geschlossen. Sie wurde an einen Investor verkauft.